# Harriet Law
Harriet Teresa Law (de soltera Harriet Teresa Frost, 5 de noviembre de 1831 – 19 de julio de 1897) fue una importante librepensadora británica del siglo XIX.
Hija de un pequeño granjero, se educó en la fe baptista, y posteriormente se hizo atea. Se convirtió en oradora asalariada del movimiento secularista y se enfrentó a numerosos públicos hostiles por todo el país. Fue la única mujer invitada a unirse al Consejo General de la Primera Internacional, donde debatió con prominentes comunistas, entre ellos Karl Marx y Friedrich Engels. Entre 1877 y 1878 fue editora de «The Secular Chronicle», que comentaba temas como el socialismo, el ateísmo y los derechos de las mujeres.

## Primeros años
Harriet Teresa Frost nació en Ongar el 5 de noviembre de 1831. Fue educada en el más estricto baptismo. Su padre era un pequeño granjero que al fracasar su explotación se trasladó con su familia al East End de Londres. Law trabajó como maestra en una escuela dominical para ayudar a su familia. En la década de 1850 comenzó a debatir con seguidores de Owen como George Holyoake y Charles Southwell, que estaban dando conferencias en Londres, cambiando sus creencias en el proceso. En 1855 vio «la luz de la razón» y se convirtió en una firme defensora de Holyoake y del cooperativismo de Owen.
El 11 de enero de 1855 Harriet se casó con el también librepensador Edward Law, con quien tuvo cuatro hijos.

## Figura pública

### Oradora secularista
A partir de 1859 Harriet Law percibió un salario como conferenciante del movimiento secular. Habló en contra del cristianismos en mítines por todo el país en las décadas de 1860 y 1870. A menudo resultaba difícil encontrar locales que alquilar para estos mítines, y con frecuencia el público era hostil e incluso se mostraba violento. En septiembre de 1866, mientras se encontraba dando una serie de conferencias en Keighley (Yorkshire), tuvo que enfrentarse con Henry Grattan Guinness (perteneciente a la familia cervecera), un evangelista inconformista que daba conferencias al mismo tiempo para contrarrestar su influencia. En un escrito de 1893, Annie Besant dijo de ella: «La Sra. Harriet Law, una mujer de mucho coraje y de una gran capacidad natural, tuvo que hacer frente a muchos mítines difíciles en su época de conferenciante».
Los grupos feministas convencionales excluyeron a Law a causa de sus creencias marxistas y ateas. Otros oponentes despreciaron sus opiniones por desautorizadas, ya que Law pertenecía a la clase baja, adolecía de una escasa educación y era mujer. Un miembro de la Asociación para la Defensa de la Biblia dijo que no podía «debatir en las calles con una mujer, sobre todo una de la clase de la Sra. Law». Una conferencia que Law dio en Woolwich sobre «Cómo me hice librepensadora y por qué lo sigo siendo» mereció los ataques de la prensa, que la tachó de «conferencia infiel».
En la década de 1860 dio varias conferencias en el Cleveland Hall de Londres, entre ellas las tituladas «Las enseñanzas y la filosofía del Sr. J.S. Mill»,  «El difunto Robert Owen: Tributo a su memoria» y  «Llamada a que las mujeres consideren sus intereses respecto al factor social, político y teológico de los tiempos». En junio de 1867 compartió palestra en un mitin sufragista den Cleveland Hall con la doctora y activista de los derechos femeninos americana Mary Edwards Walker. Law habló de la propuesta de John Stuart Mill para el sufragio femenino, que se estaba debatiendo en la Cámara de los Comunes, y Walker habló de la reforma de la legislación sobre el matrimonio. En 1876 Law dio diez conferencias especiales para el Sindicato Laico de Lancashire, cada una de las cuales tuvo un público de unas 5000 personas.
En sus giras de conferencias por provincias, Harriet Law no representaba al liderazgo del movimiento, sino que actuaba como oradora independiente en las reuniones de las sociedades laicistas locales. Pese a su importancia dentro del movimiento, Law no llegó a formar parte de la dirección de la Sociedad Laica Nacional (NSS), probablemente a causa de su dificultad para trabajar con su líder, Charles Bradlaugh. En la conferencia de la NSS de 1866 en Leeds, apoyó el intento de George William Foote de derrocar a Bradlaugh, que no tuvo éxito. Poco después Foote fue expulsado de la NSS. La dirección de la NSS ofreció a Law la vicepresidencia de la organización en 1867 y en 1876, pero ella la rechazó en ambas ocasiones.
A mediados de la década de 1870, Annie Besant amenazaba con desbancar a Law como principal conferenciante librepensadora de sexo femenino. Un biógrafo de Bradlaugh dijo: «La Sra. Besant había aparecido en escena y no había sitio para dos defensoras del laicismo». Law discutió con Bradlaugh y Besant y dejó la NSS en 1877. Después, fundó la British Secular Union con George Holyoake y Charles Watts, que se mantuvo activa hasta 1884.

### Líder comunista
Al principio de su andadura, la Primera Internacional, conocida entonces como Asociación Internacional de Trabajadores, se componía sobre todo de hombres, aunque en 1865 se acordó que las mujeres pudieran convertirse en miembros. La directiva inicial era exclusivamente masculina. En el Consejo General de la AIT celebrado el 16 de abril de 1867, se leyó una carta de Harriet Law, y se decidió preguntarle si desearía asistir a las reuniones del consejo. El 25 de junio de 1867 fue admitida en el Consejo General, y durante cinco años fue la única mujer en la dirección de la organización. Se mantuvo en silencio la mayor parte de este tiempo, aunque existen registros de su intervención en varios debates. En 1868, Marx dijo que «la conocida oradora Harriet Law» representaba el movimiento ateísta popular en el Consejo General. Quizá fuera su influencia la causa de que Marx comenzara a hablar también de mujeres trabajadoras en sus declaraciones y discursos.
Law no asistió al Consejo General de la AIT entre agosto de 1870 y octubre de 1871. Respondiendo a las preguntas sobre su ausencia, Friedrich Engels dijo que según ella misma, se seguía considerando miembro de la directiva, y de hecho fue una de las firmantes del folleto «The Fictitious Splits in the International», en el que Marx y Engels se oponían a Mijaíl Bakunin y sus seguidores. Tras dejar el Consejo General, Law fue elegida para representar a la Sociedad Central de Trabajadoras de Ginebra en el congreso de la AIT en La Haya en 1872, pero no pudo asistir por razones desconocidas. Las mujeres internacionalistas de Ginebra estaban en contra del «salario familiar», concepto defendido en Estados Unidos por marxistas como Friedrich Sorge, y querían que la AIT exigiera en los acuerdos laborales cláusulas que garantizaran «retribuciones igualitarias» para las mujeres.

### Últimos años
Harriet Law compró el Secular Chronicle después de que su fundador, George Reddells, muriera de tifus en octubre de 1875. Fue editora del periódico de 1876 a 1879, ayudada por su hija. Amplió el campo de acción del diario con secciones sobre ateísmo, derechos femeninos, cooperativismo y republicanismo. Publicó una corta biografía de Karl Marx, y en el siguiente número publicó un artículo del propio Marx en el que el autor señalaba los errores que contenía la Historia de la Internacional de George Howell. Publicó también perfiles de mujeres, como el de la librepensadora y activista de los derechos femeninos Mary Wollstonecraft. En 1877 publicó «Una hora con Harriet Martineau.
Law siguió hablando en público. Se sabe que en julio de 1877 había contratado el Cleveland Hall para otros 12 meses, y que hablaba sobre «El reciente juicio en relación con el laicismo». El 29 de julio de 1877 tenía previsto hablar en Mánchester sobre «El libre pensamiento del futuro, como se pronostica en los escritos de Moncure D. Conway», pero tuvo que cancelar la conferencia por enfermedad. El 23 de diciembre de 1877 habló en Glasgow y una semana después en Leeds. El 6 y el 13 de enero de 1878 habló en Newcastle upon Tyne. Harriet Law traspasó el Secular Chronicle a finales de 1878, ya que durante los tres años que lo había dirigido, el periódico perdió 1000 £, una considerable cantidad para la época.
A partir de 1879, la mala salud obligó a Law a reducir sus actividades, aunque siguió hablando de forma ocasional. En 1880 The Shield of Faith publicó una reseña hostil de uno de sus mítines, en la que se la calificaba de «señora conferenciante laica». El artículo decía: «En el largo curso de los derechos femeninos, satisfaría a la Sra. Law que las mujeres casadas mandaran sobre sus maridos», señalando que «Legalmente, el marido se hace responsable de lo que su esposa dice: la ley mantiene que el marido mande sobre la esposa». El 6 de marzo de 1881 habló en la inauguración del centro laico de la Leicester Secular Society, junto con George Jacob Holyoake, Annie Besant y Charles Bradlaugh
Harriet Law murió de un ataque al corazón el 19 de julio de 1897 tras sufrir una bronquitis. En esa época, estaba domiciliada en el 24 de Somerville Road en Peckham.

## Creencias
El 27 de agosto de 1868 Law discutió con Karl Marx, que se oponía a que la AIT se convirtiera en lo que él llamaba un «club de debate» (Law estaba a favor del debate). El 28 de julio de 1868 volvió a oponerse a Marx, alabando la automatización industrial por su positivo efecto a la hora de reducir la dependencia de las mujeres. Sobre la educación, dijo: «Las propiedades de la Iglesia deben secularizarse y dedicarse a escuelas. Queremos menos clérigos y más maestros». Law se mostró contraria al imperialismo en una época en la que buena parte de la élite británica se enorgullecía de la continua expansión del Imperio Británico. Creía que una economía competitiva no permitía que el trabajador obtuviera el valor real de su trabajo. Estaba en favor de un sistema comunista donde una directiva distribuyera el trabajo según las necesidades. Esta era la única forma de asegurar el derecho al trabajo y obtener su valor real.
Harriet Law fue calificada de «rubicunda hija de agricultor de mediana edad» que «tenía algo que ciertos devotos de la culchaw no poseen: una buena cantidad de habilidad natural». Según Bradlaugh, era «sincera, bruscamente honesta». William Stewart Ross dijo de ella que era «una mujer sencilla, franca, honesta, completamente libre de cualquier sospecha de engaño». Eleanor Marx dijo que Law había sido la primera mujer en reconocer «la importancia de una organización de mujeres desde el punto de vista proletario, y que «cuando se escriba la historia del movimiento obrero de Inglaterra, el nombre de Harriet Law entrará en el libro de oro del proletariado».